# 크리스티안 아슬라니
크리스티안 아슬라니(알바니아어: Kristjan Asllani, 2002년 3월 9일~)는 알바니아의 축구 선수로 포지션은 미드필더이다. 현재 세리에 A의 인테르나치오날레와 알바니아 축구 국가대표팀에서 활동하고 있다.

## 어린 시절
아슬라니는 엘바산에서 알바니아인 부모에게서 태어났으나, 곧 가족과 함께 이탈리아 토스카나주의 작은 마을 부티로 이주하여 5살 때 작은 지역 팀에서 축구를 시작하였다.

## 구단 경력

### 엠폴리
아슬라니는 엠폴리에서 2021년 1월 13일, 나폴리와의 코파 이탈리아 경기에서 프로 데뷔전을 치렀다.

### 인테르나치오날레
2022년 6월 29일, 아슬라니는 €14M에 엠폴리에서 인테르나치오날레로 이적하였다. 엠폴리는 이적이 처음에는 임대로 구성되며, 이후 의무적으로 발동될 완전 영입 옵션이 포함된다고 발표했다. 아슬라니는 FC 밀라네세와의 친선 경기에서 첫 출전서 첫 골을 넣었다.

## 국가대표팀 경력
2021년 6월 벨기에 U-21과의 친선 경기에서 알바니아 U-21 대표팀 데뷔전을 치렀다. 5살부터 이탈리아에서 살았기 때문에 성인 대표팀으로 알바니아 축구 국가대표팀 외에 이탈리아 축구 국가대표팀 또한 선택할 수 있었으나 그는 모국 알바니아를 선택했다.
2022년 3월 26일에 바르셀로나에서 열린 스페인과의 친선 경기에서 차짐 라치의 교체 선수로 투입되면서 알바니아 성인 대표팀 데뷔전을 가졌다. 같은 해 11월에 아르메니아와의 친선 경기에서 A매치 데뷔골을 기록했다.

## 사생활
아슬라니는 베슬리 스네이더르를 자신의 우상으로 삼고 있다고 밝힌 바 있다.